# مزققة
المزققة أو قاذف الزق (الاسم العلمي: Ascobolus)  هي جنس من الفطريات تتبع الفصيلة المزققية من رتبة الفنجانيات.

## أنواع المزققة
- مزققة الدببة
- مزققة إكليلية
- مزققة أرضية
- مزققة أقصى الشمال
- مزققة أليفة الأوراق
- مزققة أليفة الخشب
- مزققة أليفة الكربون
- مزققة أمريكية
- مزققة أنيقة
- مزققة أيلية
- مزققة ببغائية
- مزققة برسونية
- مزققة بنفسجية
- مزققة بنية
- مزققة بوهيمية
- مزققة بيضاء ناصعة
- مزققة ثنائية الشكل
- مزققة جدباء
- مزققة جذابة
- مزققة جرداء
- مزققة جمشتية
- مزققة جميلة
- مزققة جنوبية
- مزققة حبيبية الشكل
- مزققة حليمية
- مزققة حمراء
- مزققة خادعة
- مزققة خصفاء
- مزققة خضراء
- مزققة خمرية
- مزققة خيلية
- مزققة داكنة
- مزققة درنية الأبواغ
- مزققة رائعة
- مزققة رمادية
- مزققة زباء
- مزققة زنجفرية
- مزققة سكرية
- مزققة سكرية
- مزققة سماقية الأبواغ
- مزققة سيامية
- مزققة شبه ألبية
- مزققة شرقية
- مزققة شعرية
- مزققة صدئة
- مزققة صربية
- مزققة صغيرة الأبواغ
- مزققة صغيرة الأبواغ
- مزققة صغيرة البذور
- مزققة طفيلية
- مزققة عارية
- مزققة عديمة اللون
- مزققة عريضة
- مزققة غرونلندية
- مزققة فضية
- مزققة فنجانيانية
- مزققة قرمزية
- مزققة قطرانية
- مزققة كبيرة الأبواغ
- مزققة كبيرة الأبواغ
- مزققة كبيرة البذور
- مزققة كروية
- مزققة كروية
- مزققة كستنائية
- مزققة كلبية
- مزققة كوبية
- مزققة لابية
- مزققة لامعة
- مزققة لبنية
- مزققة لحمية
- مزققة لحوية
- مزققة ليمونية
- مزققة مبرغلة
- مزققة مبرقشة
- مزققة متجعدة الأبواغ
- مزققة متجمعة
- مزققة متعددة الأبواغ
- مزققة متقشرة
- مزققة متنوعة الأبواغ
- مزققة مثقبة
- مزققة مجهرية
- مزققة محيرة
- مزققة مخضرة
- مزققة مرقطة
- مزققة مسترجنة
- مزققة مسطحة
- مزققة مسودة
- مزققة مصرية
- مزققة معدية
- مزققة معرقة
- مزققة مغراء
- مزققة مفرضة
- مزققة ملساء الثمار
- مزققة مميزة
- مزققة مميزة الحواف
- مزققة مهدبة
- مزققة ناعمة الأبواغ
- مزققة نقطية الشكل
- مزققة نيروبية
- مزققة هندية
- مزققة وردية مسترجنة